# Dynamenella ptychura
Dynamenella ptychura là một loài chân đều trong họ Sphaeromatidae. Loài này được Harrison & Holdich miêu tả khoa học năm 1982.